# Fierville-les-Mines
Fierville-les-Mines település Franciaországban, Manche megyében. Lakosainak száma 349 fő (2022. január 1.). Fierville-les-Mines Besneville, Le Mesnil, Saint-Jacques-de-Néhou, Saint-Maurice-en-Cotentin, Saint-Pierre-d’Arthéglise, Port-Bail-sur-Mer és Bricquebec-en-Cotentin községekkel határos.

## Népesség
A település népességének változása:
| Lakosok száma | 338  | 284  | 245  | 303  | 325  | 331  | 339  | 346  | 350  | 349  |
|               | 1968 | 1982 | 1990 | 2006 | 2013 | 2015 | 2017 | 2019 | 2020 | 2022 |